# Шувелян
Шувелян (азерб. Şüvəlan) — посёлок городского типа, административный центр Хазарского района города Баку, Азербайджан. Находится на берегу Каспийского моря. В посёлке расположена одноимённая железнодорожная станция.

## География
Шувелян расположен в 35 км к северо-западу от города Баку, на северо-восточном побережье Апшеронского полуострова. Посёлок примыкает к посёлку Мардакян.

## История
Получил статус посёлка городского типа с 1937 года.
В Шувеляне размещались Северная ГРЭС, алюминиевопрокатный завод и цветоводческий совхоз.
14 сентября 1857 года около Шувеляна потерпел крушение пароход «Куба», шедший из Астрахани в Баку. На пароходе была снаряжена гидрографическая экспедиция под руководством Н. А. Ивашинцова для изучения Каспийского моря с целью составления его подробной карты и лоции. В результате крушения все материалы экспедиции были утрачены.

## Население
| 1959   | 1970   | 1979   | 1989   | 2011   |
| ------ | ------ | ------ | ------ | ------ |
| 11 801 | 13 799 | 14 238 | 14 869 | 18 100 |

## Известные уроженцы/жители
- Ашраф Имамали оглу Ашрафзаде (1940—1973) — азербайджанский музыкант-кларнетист[10]